# Baia di Maumee
La baia di Maumee, un'insenatura del lago Erie, è situata nello Stato statunitense dell'Ohio, a pochi chilometri a est dalla città di Toledo. La baia e i territori umidi circostanti formano il bacino del fiume Maumee; nel 1975 tutta quest'area fu incorporata nel Maumee Bay State Park. Il parco copre un territorio di 5,9 chilometri quadrati, ma, nonostante la piccola area, qui vivono rare specie di uccelli le quali nidificano e consentono di praticare il birdwatching. L'area della baia di Maumee è una zona turistica molto frequentata dagli abitanti dei Grandi Laghi; sono sorti perciò molti resort e vari campi da golf.